# OxiCap
OxiCap – firmowa nazwa kondensatora niskonapięciowego wykonanego z tlenku niobu.
Własności:
- nieprzepalalność po przebiciu
- samonaprawialność
- odporność na przeciążenia
- duża niezawodność
- mały rozrzut parametrów

Zastosowanie:
- aparatura medyczna
- urządzenia wojskowe
- notebooki
- telefony komórkowe